# 제13회 금마장
제13회 금마장의 시상식에 관한 내용이다. 중화민국 타이베이시 중샨에서 1976년 10월 30일 개최되었다.

## 수상 및 후보

### 작품상
- 매화

### 감독상
- 장패성 수상

### 남우주연상
- 상풍 수상

### 여우주연상
- 서풍 수상

### 남우조연상
- 랑웅 수상

### 여우조연상
- 실비아 창 수상